# Arno Peters

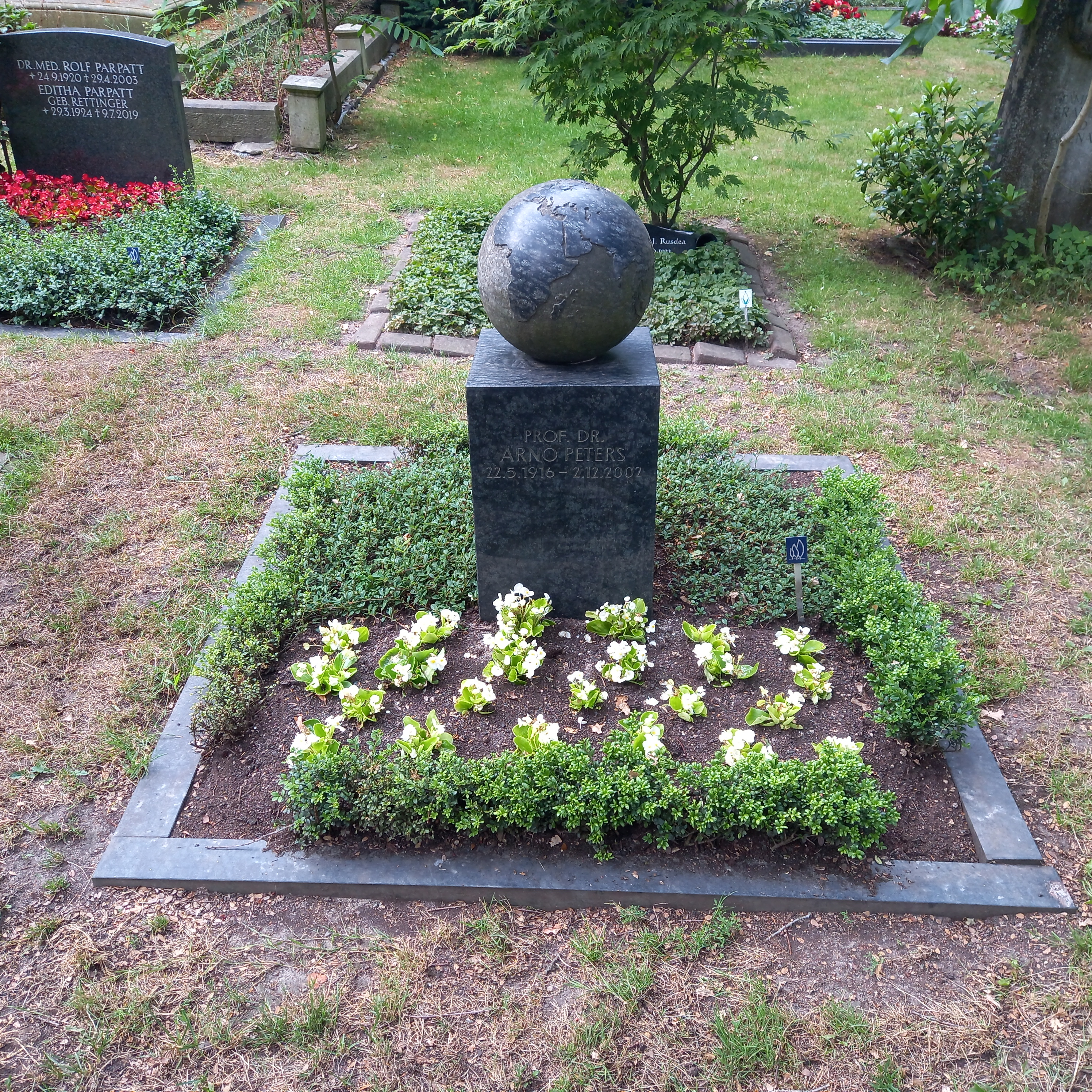
Grab auf dem Riensberger Friedhof in Bremen

Arno Peters (* 22. Mai 1916 in Charlottenburg; † 2. Dezember 2002 in Bremen) war ein deutscher Historiker und Kartograph.

## Biografie
Peters ist der Sohn von Bruno und Lucie Peters, die zu den frühesten Mitgliedern des Spartakusbundes gehörten. Er studierte nach dem Abitur Geschichte, Kulturgeschichte und Zeitungswissenschaften in Berlin.
Er erstellte die Synchronoptische Weltgeschichte, die die europäische Geschichte gleichrangig neben die Geschichte der großen asiatischen und afrikanischen Kulturen sowie des vorkolumbischen Amerikas stellt.
In das IG Metall Bildungszentrum sollte ein Gebäude integriert werden, in dem die Synchronoptische Weltgeschichte dargestellt werden sollte. Auch in der DDR war die Herausgabe eines Atlas von Arno Peters geplant. Beide Projekte wurden aus unterschiedlichen Gründen nicht umgesetzt.

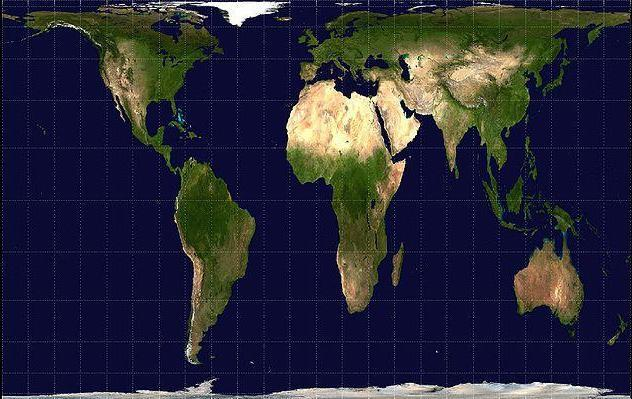
Arno Peters’ Weltkarte

Gleichfalls strebte Peters in seinen geografischen Arbeiten die Überwindung des nach seiner Ansicht eurozentrischen Weltbildes an. 1973 legte er eine im Groben flächentreu, stark verzerrte Kartenprojektion der Erde vor, deren Entwicklung er für sich in Anspruch nahm und die im deutschsprachigen Raum als Peters-Projektion bezeichnet wird. Tatsächlich entwickelte James Gall diese Projektion etwa 120 Jahre vorher. Diese Projektion liegt dem 1989 erschienenen Peters-Atlas zu Grunde. Allerdings stellte die Deutsche Gesellschaft für Kartographie 1985 in einer Stellungnahme klar, dass dies bei weitem nicht – wie behauptet – die erste oder geeignetste flächentreue Erdkartenprojektion sei.

Weiterhin beschäftigte sich Peters mit dem Konzept der Äquivalenzökonomie und erstellte die Peters-Rose.
Politisch bekannte sich Peters zur Linken. Er  war seit 1965 Mitglied des P.E.N.-Clubs.
Peters war dreimal verheiratet. Aus der dritten Ehe stammen zwei Kinder. Aus seiner zweiten Ehe stammte eine Tochter und aus der ersten Ehe vier Kinder.

### Ehrungen
- 1994 wurde er mit dem Kultur- und Friedenspreis der Villa Ichon in Bremen ausgezeichnet.

## Publikationen
- Peters-Weltatlas. Akademische Verlagsanstalt 1990. Vollst. überarb., aktual. Neuausgabe. Ullmann, Potsdam 2010. ISBN 978-3-8331-5559-8
- Synchronoptische Weltgeschichte, Zeitatlas mit Indexband. 1970, Ersterscheinen 1952, viele weitere Ausgaben bis 2000. ISBN 3-86150-370-0.
  - Digitale Ausgabe als: „Der Digitale Peters“. Aktualisiert von Andreas Kaiser. In einer elektronischen Ausgabe von Thomas Burch, Hans Rudolf Behrendt und Martin Weinmann. Büro W. GmbH. Zweitausendeins, Frankfurt 2000. Ausgabe 2012 für  PC: XP, Vista, Win 7. Mac: Intel-Prozessor, ab OS 10.5. Mindestbildschirmauflösung: 1280 × 1024. 1 DVD-ROM. ISBN 978-3-86150-833-5
- mit Konrad Zuse: Was ist und wie verwirklicht sich Computer-Sozialismus : Gespräche mit Konrad Zuse. Verlag Neues Leben 2000. ISBN 3-355-01510-5